# Etmopterus splendidus
Etmopterus splendidus és una espècie de peix de la família dels dalàtids i de l'ordre dels esqualiforms.

## Morfologia
- Els mascles poden assolir 30 cm de longitud total.[3][4]

## Reproducció
És ovovivípar.

## Alimentació
Menja calamars.

## Hàbitat
És un peix marí d'aigües subtropicals que viu entre 120–210 m de fondària.

## Distribució geogràfica
Es troba al Japó, Taiwan i Java (Indonèsia).